# Чудо (фильм, 2004)
«Чу́до» (англ. Miracle) — американский кинофильм в жанре спортивная докудрама режиссёра Гэвина О’Коннора, вышедший на экраны в 2004 году. Фильм рассказывает о подготовке и выступлении американской хоккейной сборной на Олимпийских играх 1980 года в Лейк-Плэсиде (так называемое «Чудо на льду»).

## Сюжет
За семь месяцев до олимпийского турнира в Лейк-Плэсиде Херб Брукс, работающий тренером хоккейной команды Миннесотского университета, получает назначение в качестве тренера сборной США по хоккею. Он поступает весьма нестандартно: быстро просмотрев лучших игроков американского студенческого хоккея, он останавливает свой выбор на 26 спортсменах, которых считает наиболее подходящими для своих целей. Эта обойма игроков начинает тщательную многомесячную подготовку, итогом которой должна стать, казалось бы, несбыточная мечта — победа на Олимпиаде над грозной сборной СССР.

## В ролях
| Актёр | Роль                    |
| --- | ----------------------- |
| Курт Расселл | Херб Брукс              |
| Патриша Кларксон | Пэтти Брукс жена Брукса |
| Ноа Эммерих | Крейг Патрик            |
| Шон Макканн | Уолтер Буш              |
| Эдди Кахилл | Джим Крейг              |
| Патрик О’Брайен Демси | Майк Эрузионе           |
| Майкл Мантенуто | Джек О’Каллахэн         |
| Эрик Питер-Кайзер | Марк Джонсон            |
| Кеннет Митчелл | Ральф Кокс              |
| Тревор Алто | Нил Бротен              |
| Александр Калугин | русский диктор          |
| Зинаид Мемишевич | Виктор Тихонов          |
| Саша Лакович, Тони Бадер, Роб Буш, Рэнди Фаваро, Под Нэш, Тодд Харкинс, Райан Джонсон, Джефф Юбенвилль, Тайлер Кунц, Ян Лэмпшир, Майк Макуильям, Анжело Маджио, Стефан Марк, Брендон Миски, Тим Престон, Марк Киттс, Брент Тарстон, Грехем Уолкер, Дэн Вальтон, Рожер Уоттс | сборная СССР            |